# 로파 비에하
로파 비에하(스페인어: ropa vieja)는 쿠바를 비롯한 옛 스페인 식민지 지역에서 즐겨 먹는 찢은 쇠고기 스튜이다. 특히 쿠바 유대인들이 즐겨먹는 음식이며, 보통 아로스 콩그리와 타하다 등을 곁들여 낸다. 쿠바의 국민 음식 가운데 하나이기도 하다.

## 이름
스페인어 "로파 비에하(ropa vieja)"는 "옷"을 뜻하는 명사 "로파(ropa)"와 "낡은, 오래된"이라는 뜻의 형용사 "비에하(vieja)"가 합쳐진 말로, "낡은 옷"이라는 뜻이다. 고기를 결대로 찢어 만든 모습 때문에 이러한 이름이 붙었다.

## 역사
이베리아반도의 스파라드 유대인이 안식일에 먹던 촐런트에서 유래했다. 중세 시기에 카나리아 제도에서 로파 비에하를 먹었다는 기록이 있으며, 쿠바 요리로서는 1857년에 처음 기록되었다.
로파 비에하는 쿠바의 국민 음식 가운데 하나이지만, "특별한 시기"라 불리는 기간(1991~2000년) 동안에는 쿠바 사람들의 식탁에 잘 오르지 않았다. 이 시기에는 쇠고기가 귀했기 때문에 양고기나 돼지고기를 대신 쓰려는 시도도 있었다, 2010년부터는 다시 흔히 볼 수 있게 되었다.

## 만들기
전통적으로 "팔다(falda)"라 불리는 쇠고기 부위를 사용한다. 한국식 부위로는 양지에 해당한다. 고기를 토마토 소스에 넣어 스튜하는데, 지역에 따라 이때 월계수 잎, 고수 잎, 백리향 등 허브와 정향, 쿠민, 파프리카가루 등 향신료, 양파, 마늘 등 향신채를 넣기도 한다. 서너 시간 푹 익힌 고기는 식힌 다음에 결대로 찢고, 양파, 피망, 마늘, 토마토 등의 채소를 넣은 소프리토와 함께 다시 토마토 소스에 넣어 섞는다. 보통 쌀밥과 콩, 타하다, 샐러드 등을 곁들여 낸다.
카나리아 제도에서는 로파 비에하에 병아리콩과 감자를 곁들인다. 쇠고기 외에도 닭고기나 돼지고기로 만들기도 한다.

## 비슷한 음식
비슷한 음식이 니카라과에서 "카르네 데스메누사다"로, 도미니카 공화국에서 "카르네 리피아다"로, 베네수엘라에서 "카르네 메차다"로, 콜롬비아에서 "카르네 데스메차다"로 불린다.

## 사진

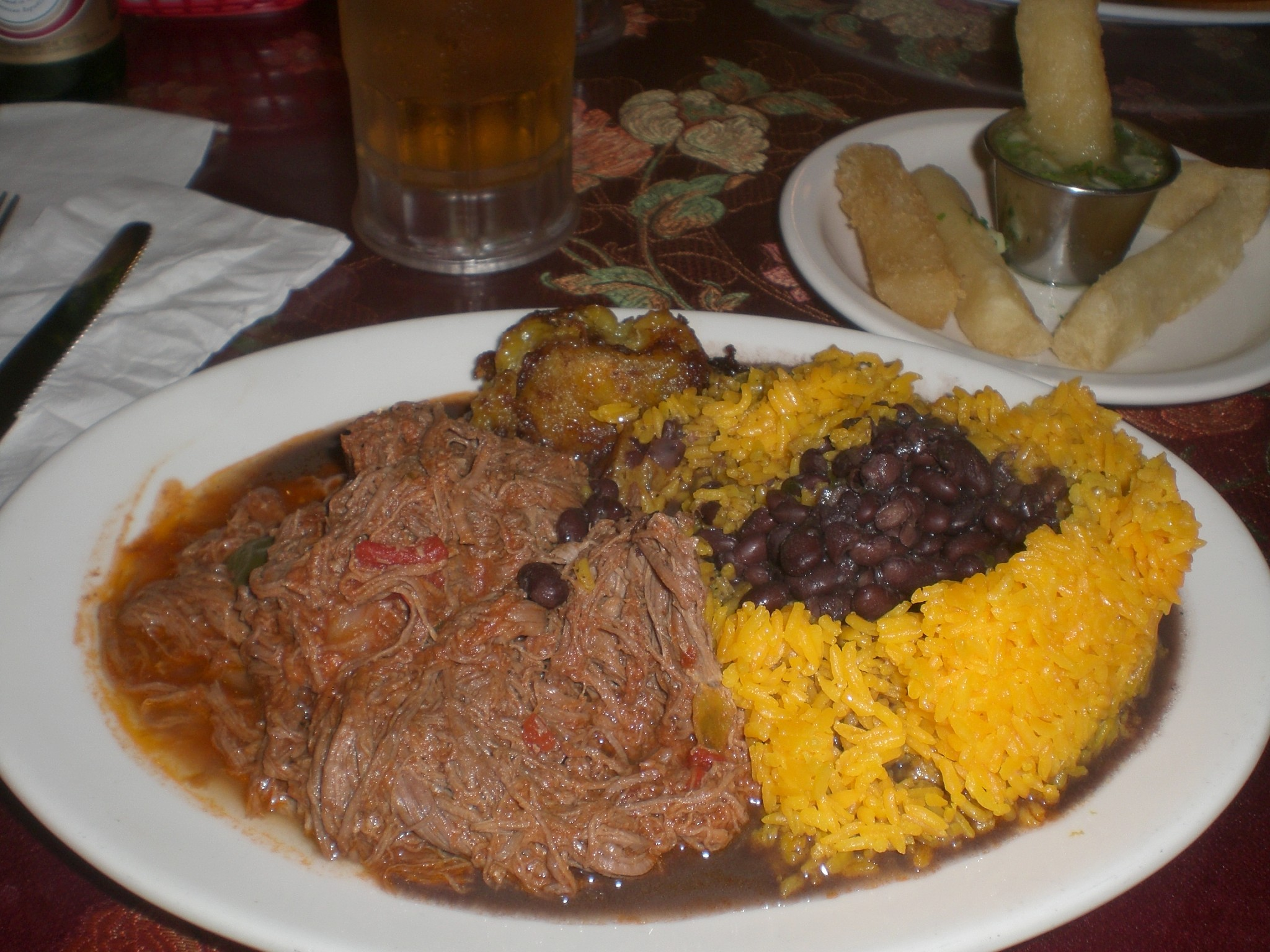
쿠바식 로파 비에하, 아로스 이 프리홀레스, 타하다, 카사바 튀김

## 같이 보기
- 카르네 메차다